# 지혜의 슬픔

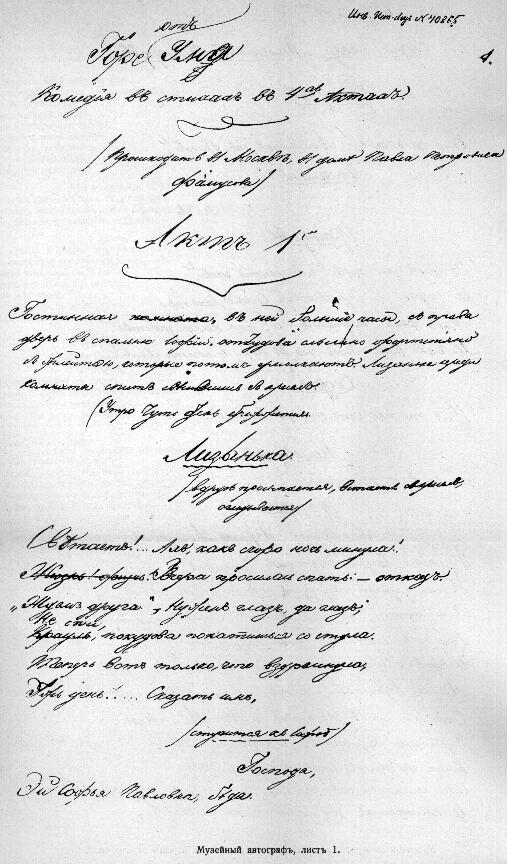
타이틀 페이지

《지혜의 슬픔》(러시아어: Го́ре от ума́)은 알렉산드르 그리보예도프의 시형식으로 된 희극이다. 완성 후에 작자 자신이 모스크바의 문학 서클에서 낭독하여 대성공을 거두었으며 귀족사회를 비판하고 있기 때문에 작자 사후의 1833년까지 출판이 금지되었다. 초연은 1829년.
외국생활을 마치고 러시아에 귀국한 청년귀족 차츠키가 목격한 귀족사회는 출세주의자, 욕심꾸러기, 우쭐대는 자, 경박한 여성 등의 천하였다. 그는 특유의 정의감, 지식 및 말재주로 사람들을 비판하나 도리어 미치광이 취급을 당해 상심한 가운데 또 다시 외국으로 떠난다. 뛰어난 지성과 변설(辯舌)을 가지고도 그것만에 의한 비판은 현실적으로 힘이 되지 못한다는 것이 이 희극의 제명이 지니는 의미이다.
차츠키는 19세기 러시아 소설에 허다하게 등장하는 무력한 지식인인 ‘사냥꾼’의 한 사람이다. 이 희극은 고전극의 구성을 지니나, 놀랄 만큼 사실적이며 독특한 시구와 날카로운 풍자 및 기지에 넘쳐 현재도 자주 상연되고 있다.